# Mirra Lochvickaja
Mirra Lochvickaja, pseudonimo di Marija Aleksandrovna Lochvickaja in russo Ми́ррa Алекса́ндровна Ло́хвицкая? (San Pietroburgo, 1º dicembre 1869 – San Pietroburgo, 9 settembre 1905), è stata una poetessa russa esponente del simbolismo.

## Biografia

### Gioventù
Figlia dell'avvocato Aleksander Vladimirovič Lochvickij e della francese Varvara Aleksandrovna (nata Goyer, in francese: Hoer), era la sorella della scrittrice Teffi.
Nel 1874 la famiglia Lochvickij si trasferì a Mosca. Nel 1882, Marija Aleksandrovna si iscrisse alla scuola borghese di Mosca Aleksandrovskij (in seguito ribattezzata Istituto Aleksandrovskij di Mosca). L'informazione secondo cui il suo insegnante di letteratura russa fosse Apollon Nikolaevič Majkov è errata, in quanto all'epoca egli viveva a San Pietroburgo.
All'età di quindici anni Lochvickaja iniziò a scrivere poesie, mostrando immediatamente il suo talento. Poco prima del diploma pubblicò due sue poesie con il permesso dei suoi superiori in un opuscolo separato. Dopo aver conseguito il diploma di insegnante nel 1888 raggiunse la sua famiglia a Pietroburgo, che nel frattempo aveva lasciato Mosca in seguito alla morte di Aleksandr Vladimirovič.

### Carriera
Nello 1888 Lochvickaja esordì pubblicando diverse poesie sulla rivista pietroburghese Sever ("Nord"). Allo stesso tempo pubblicò le poesie Sila very ("Il potere della fede") e Den' i noč' ("Giorno e notte") in un opuscolo separato. Seguirono pubblicazioni su Chudožnik, Vsemirnaja illjustracija, Russkoe obozrenie, Severnyj vestnik, Nedelja e Niva. Conobbe diversi intellettuali dell'epoca come Vsevolod Solovëv, Ieronim Jasinskij, Vasilij Ivanovič Nemirovič-Dančenko, Apollon Korinfskij, Pёtr Gnedič e Vladimir Sergeevič Solov'ëv, quest'ultimo considerato il mentore della poetessa in ambito letterario.
Lochvickaja acquisì notorietà con la poesia U morja ("Vicino al mare"), pubblicata nella rivista Russkoe obozrenie. Nel 1891 sposò l'ingegnere Evgenij Ernestovič Žiber, con il quale l'anno seguente si trasferì dapprima a Jaroslavl' e in seguito a Mosca.
Nel 1896 pubblicò la prima raccolta di poesie intitolata Stichotvorenija (1889-1895), la quale riscosse un successo immediato, e l'anno successivo ricevette il prestigioso Premio Puškin. Nel 1898 seguì una seconda raccolta dal titolo Stichotvorenija (1896-1898).
La sua terza raccolta Stichotvorenija (1898-1900) includeva, oltre a nuove poesie, tre opere drammatiche: On i ona. Dva slova ("Lui e lei. Due parole"), Na puti k Vostoku ("In viaggio verso l'Oriente") e Vandelin. In queste opere si possono riscontrare alcuni riferimenti autobiografici, come l'incontro con Konstantin Bal'mont, con il quale instaurò un profondo legame affettivo.
La quarta raccolta intitolata Stichotvorenija. Tom IV (1900-1902) include la fiaba Skazka o Prince Izmaile, Carevne Svetlane i Džemali Prekrasnoj ("Fiaba del principe Izmail, della principessa Svetlana e della bella Džemala") e il dramma in cinque atti Bessmertnaja ljubov' ("Amore immortale").
Per la quinta raccolta, pubblicata postuma nel 1905, le fu assegnato il Premio Puškin. Nel 1907 fu pubblicata una raccolta postuma di poesie e opere teatrali intitolata Pered zakatom ("Prima del tramonto").

### Malattia e morte

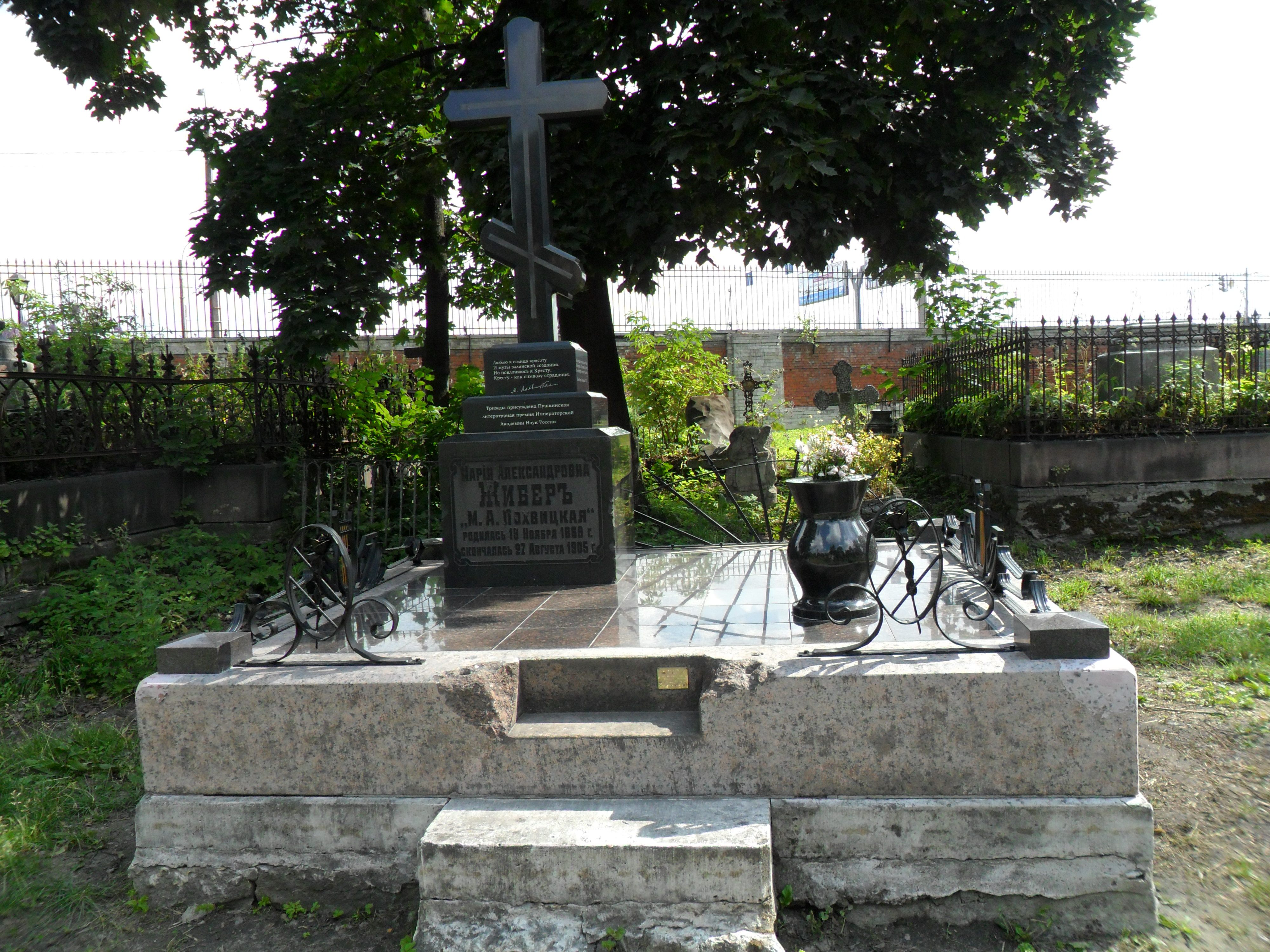
La tomba di M.A. Lochvickaja al Monastero di Aleksandr Nevskij presso il cimitero di Nikol'skoe a San Pietroburgo

Alla fine degli anni ’90 dell’Ottocento, la salute di Lochvickaja iniziò a deteriorarsi rapidamente. Lamentava dolori cardiaci e soffriva di depressione cronica e incubi. Nell'estate del 1905 si trasferì in una residenza estiva in Finlandia, ma fu presto riportata a San Pietroburgo, dove morì poco dopo.

## Poetica
Dopo un enorme successo riscontrato negli anni 1890, Lochvickaja perse notorietà negli ultimi anni della sua vita, per poi essere pressoché dimenticata durante il periodo sovietico. Le sue opere suscitarono nuovamente l'interesse degli studiosi verso la fine del XXI secolo, quando le fu riconosciuto il ruolo di una dei più importanti autori dell'Epoca d'argento della poesia russa.

Lochvickaja fu considerata la fondatrice della "poesia femminile" russa del XX secolo, alla quale seguirono Anna Achmatova e Marina Cvetaeva. In una recensione della raccolta pubblicata postuma Pered zakatom, Michail Geršenzon scrisse: 
Nel Dizionario Enciclopedico Brockhaus ed Efron, Lochvickaja fu definita "una delle più straordinarie poetesse russe". Considerata una poetessa decadente, i critici A. I. Izmailov T. Aleksandrova ne hanno apprezzato il misticismo.

### Il tema dell'amore
Lochvickaja scrisse quasi esclusivamente di sentimenti romantici, tant'è che fu spesso definita la "Saffo russa".
Nei suoi primi lavori la poetessa elogia l'amore come un brillante sentimento romantico, considerandolo il percorso verso la felicità familiare e la gioia della maternità, per poi descriverlo in senso più passionale nella seconda raccolta di poesie, fino ad assumere toni più tristi e cupi nelle ultime opere.

## Opere
- Stichotvorenija 1889-1895. Mosca 1896
- Stichotvorenija 1896-1898. Mosca 1898
- On i Ona. Dva slova. 1899
- Na puti k Vostoku. 1897
- Stichotvorenija 1898-1900. San Pietroburgo 1900
- Vandelin. San Pietroburgo 1900
- Bessmertnaja ljubov'. Dramma in 5 atti e 8 scene, 1900
- Stichotvorenija 1900-1902. San Pietroburgo 1903
- Stichotvorenija 1902-1904. San Pietroburgo 1904
- Skazka o Prince Izmaile, Carevne Svetlane i Džemali Prekrasnoj, 1902
- In Nomine Domini. Dramma 1902
- Sobranie sočinenij (raccolta di opere) volume 1-5 (Mosca 1896-1898, San Pietroburgo 1900-1904)
- Pered zakatom, San Pietroburgo 1908 (postumo).